# 陈宰均
陈宰均（1897年3月7日—1934年8月15日），中国畜牧学家、营养学家，浙江杭州人。

## 个人简历
- 1897年，生于杭州余杭临平镇；
- 1912年，考入杭州私立安定中学；
- 1916年，考入清华留美预备学校；
- 1918年，毕业于清华学校，考得官派留美；
- 1922年，毕业于美国康奈尔大学，获得农学博士学位；
- 1923年，在德国柏林洪堡大学学习生物化学；
- 1927年，任国立浙江大学农学院教授；
- 1928年，任国立北平大学农学院教授；[1]
- 1934年，在北平病逝，年仅37岁。

## 主要成就
他在中国最早进行维生素和动物营养试验。1929年在北平大学农学院成立了动物营养实验室，通过动物试验进行人类及动物的营养学试验。测定了当时主要的饮食的维生素、蛋白质含量。奠定了中国营养学的基础。
1. ↑   （页面存档备份，存于），动科学院：走进中国动物科学科教发源地。